# Waziers
Waziers is een plaats in het noorden van Frankrijk. De mijnen die er werden geëxploiteerd, werden in 1978 stilgelegd. Waziers telde op 1 januari 2022 7.312 inwoners.
Waziers heeft etymologisch dezelfde oorsprong als water.

## Geografie
De oppervlakte van Waziers bedraagt 4,34 vierkante kilometer; Op 1 januari 2022 was de bevolkingsdichtheid 1.684,8 inwoners per km².

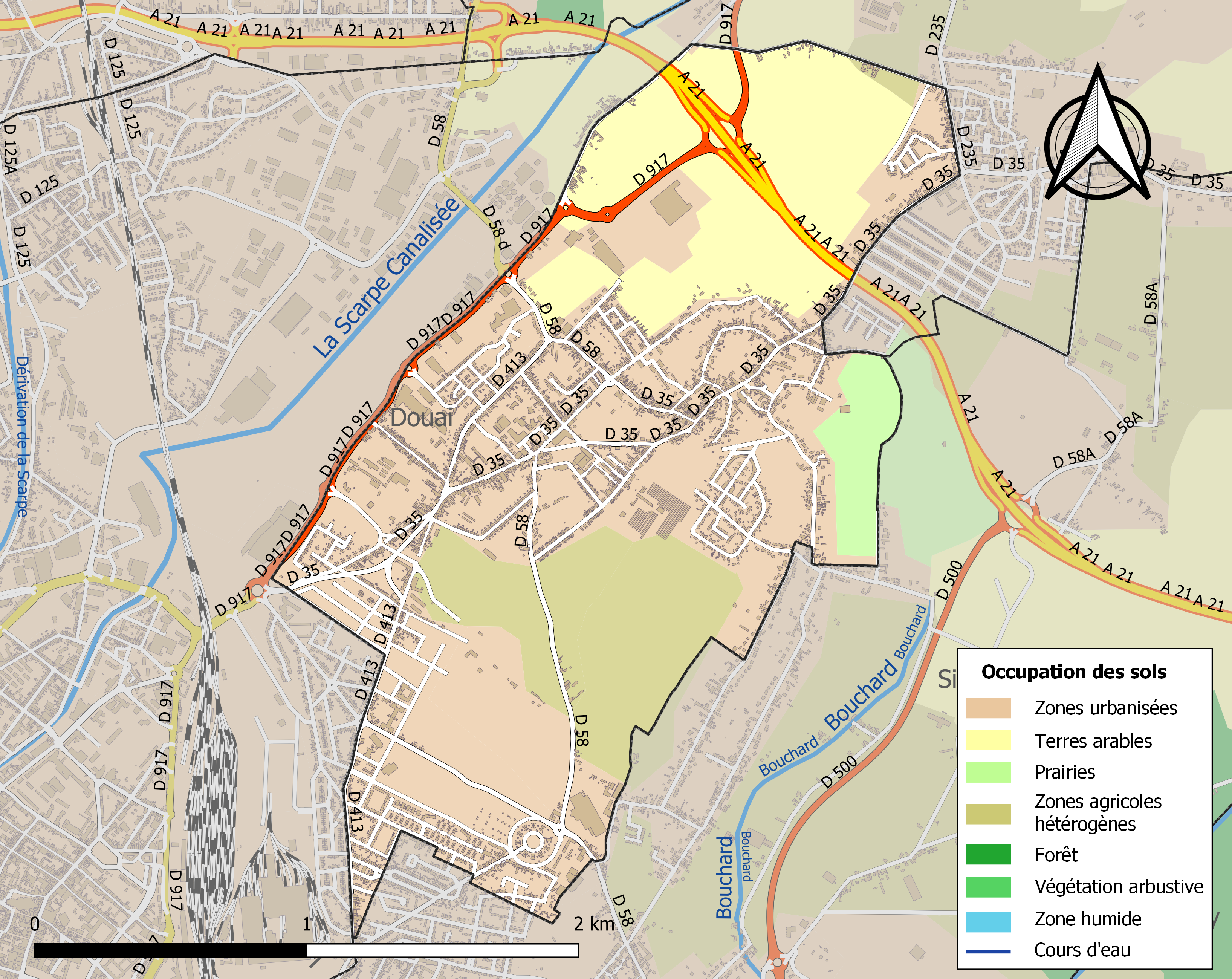
Kaart van de gemeente met belangrijkste infrastructuur, bodemgebruik en omliggende gemeenten

## Demografie
Onderstaande figuur toont het verloop van het inwonertal.

## Geboren
- Georges Prêtre 1924-2017, dirigent

Bruille-lez-Marchiennes · Erre · Fenain · Hornaing · Lallaing · Marchiennes · Pecquencourt · Rieulay · Sin-le-Noble · Somain · Tilloy-lez-Marchiennes · Vred · Wandignies-Hamage · Warlaing · Waziers